# Turnix nanus
El torillo enano (Turnix nanus) es una especie de ave turniciforme de la familia Turnicidae ampliamente distribuida en África subsahariana. Anteriormente era tratada como una subespecie del torillo hotentote (Turnix hottentottus) pero en la actualidad es considerada una especie separada.